# Allium chalcophengos
Allium chalcophengos är en amaryllisväxtart som beskrevs av Airy Shaw. Allium chalcophengos ingår i släktet lökar, och familjen amaryllisväxter. Inga underarter finns listade i Catalogue of Life.